# Poecilopeplus corallifer
Poecilopeplus corallifer är en skalbaggsart som först beskrevs av Sturm 1826.  Poecilopeplus corallifer ingår i släktet Poecilopeplus och familjen långhorningar. Inga underarter finns listade i Catalogue of Life.